# Zielona Góra
Zielona Góra er den største by og hovedstad i Województwo lubuskie i det vestlige Polen. Byen har 140.002(2021) indbyggere.
Siden det 13. århundrede var der et af de nordligste vinområder i Europa, og i forbindelse med industrialiseringen blev byen centrum for minedrift af brunkul. Der var også en omfattende bryggeri og tekstilindustri her.